# Полски извор
Пóлски ѝзвор е село в Югоизточна България, община Камено, област Бургас.

## География
Село Полски извор се намира на около 16 km запад-югозападно от центъра на областния град Бургас, около 14 km южно от общинския център Камено и около 15 km североизточно от град Средец. Разположено е в Бургаската низина, край левия (северния) бряг на река Малджийско дере, вливаща се в язовир Мандра (Мандренско езеро). Надморската височина в центъра на селото при църквата „Света Петка“ е около 39 m, а общият наклон на терена в границите на селото е приблизително на юг към реката.
През Полски извор минава в приблизително направление север – юг третокласният републикански път III-7907, който на север води към квартал Долно Езерово на Бургас, а на юг води през село Тръстиково към село Дебелт и връзка с второкласния републикански път II-79 (Елхово – Средец – Бургас). Общински път на изток води към съседното село Черни връх.
Землището на село Полски извор граничи със землищата на: село Братово на север; град Бургас на изток; село Черни връх на югоизток; село Тръстиково на юг и запад; село Равнец на северозапад.

## История
След Руско-турската война 1877 – 1878 г., по Берлинския договор 1878 г. селото остава в Източна Румелия; присъединено е към България след Съединението през 1885 г.
През 1934 г. селото с дотогавашно име Кър чешме е преименувано на Полски извор.

## Население
Населението на село Полски извор наброява 763 души при преброяването към 1934 г. и 991 към 1946 г., намалява до 445 към 1985 г., а към 2020 г. наброява (по текущата демографска статистика за населението) 669 души.

### Етнически състав
Преброяване на населението през 2011 г.
Численост и дял на етническите групи според преброяването на населението през 2011 г.:
|                     | Численост |
| Общо                | 436       |
| Българи             | 420       |
| Турци               | -         |
| Цигани              | -         |
| Други               | 11        |
| Не се самоопределят | -         |
| Неотговорили        | 4         |

## Други
Селото е електрифицирано и водоснабдено. Голяма част от селото наподобява вилна зона. Има редовен крайградски транспорт от Бургас (към 2021 г. – автобус № 16, автогара „Запад“).
В землището на селото има няколко тракийски могили, разкопани от иманяри.

## Фотогалерия
- Паметни плочи за падналите през войните жители на село Полски извор
- Църквата „Света Параскева“ в Полски извор
- Панорама – Полски Извор